# Лосано, Хорхе Тадео
Хорхе Тадео Лосано-де-Перальта-и-Гонсалес-Манрике, виконт де Пастрана (исп. Jorge Tadeo Lozano de Peralta y González Manrique, Vizconde de Pastrana, 30 января 1771 — 6 июля 1816) — южноамериканский политический деятель.
Хорхе Тадео Лосано родился в 1771 году в Санта-Фе-де-Богота, вице-королевство Новая Гранада; его родителями были Хорхе Мигель Лосано-де-Перальта-Вараэс-Мальдонадо-де-Мендоса-и-Олайа и Мария Гонсалес-Манрике-дель-Фраго-Бонис. Он окончил университет Нуэстра-Сеньора-дель-Розарио, где изучал литературу, философию и медицину. В 1791 году отправился в Европу, и в 1792—1793 годах изучал химию и математику в Мадриде в Королевской химической лаборатории Мадридского двора. Затем он посвятил некоторое время военной службе, дослужился до капитана. В 1797 году вернулся в Новую Гранаду.
В 1799 году Хорхе Тадео Лосано некоторое время пробыл мэром Боготы,. В 1801 году он основал еженедельник «Correo curioso, erudito, económico y mercantil de la ciudad de Santafé de Bogotá», выходивший с февраля по декабрь, который пропагандировал идеи автономии Новой Гранады. В 1806 году принял участие в ботанической экспедиции, в 1807 году был назначен лейтенант-протектором индейцев.
Во время революционных событий 1810 года в Боготе была избрана Верховная Народная Хунта Новой Гранады, однако она контролировала только город; многие местные хунты не желали подчиняться бывшей столице вице-королевства. Тогда в провинции Кундинамарка, в которую входила Санта-Фе-де-Богота, была собрана провинциальная Конституционная Ассамблея. В феврале 1811 года Хорхе Тадео Лосано был избран президентом Конституционной Электоральной Коллегии, которая написала конституцию Свободного Государства Кундинамарка. Согласно Конституции, Кундинамарка признавала своим монархом испанского короля, однако отвергала промежуточных правителей в виде вице-королей, президент Кундинамарки объявлялся одновременно вице-королём (Фердинанд VII отказался признать эти требования). В апреле 1811 года Хорхе Тадео Лосано стал первым президентом Кундинамарки.
Сразу же после избрания Лосано президентом против него развернул кампанию Антонио Нариньо, через свою газету «La Bagatela» призывавший отправить президента в отставку. В сентябре Хорхе Тадео Лосано, не выдержав давления, ушёл в отставку и сошёл с политической сцены.
После того, как в 1816 году испанцы отвоевали Новую Гранаду, в стране был установлен режим террора. Хорхе Тадео Лосано был арестован и 6 июля 1816 года казнён в Боготе.